# Meta barreti
Meta barreti är en spindelart som beskrevs av Kulczynski 1899. Meta barreti ingår i släktet Meta och familjen käkspindlar.
Artens utbredningsområde är Madeira. Inga underarter finns listade i Catalogue of Life.